# فلومازنیل
فلومازنیل (به انگلیسی: Flumazenil)
رده درمانی: آنتی‌دوت بنزودیازپین‌ها
اشکال دارویی: آمپول

## موارد مصرف
کاربرد اصلی آن در درمان مسمومیت با بنزودیازپین‌ها، آنسفالوپاتی کبدی و رفع اثر بنزودیازپینها پس از پایان بیهوشی است. 
فلومازنیل برای بیمارانی که پس از استفاده از بنزودیازپین ها بیش از حد خواب آلود می شوند، برای انجام اقدامات تشخیصی یا درمانی مفید است. این دارو به عنوان پادزهر در درمان مصرف بیش از حد بنزودیازپین استفاده شده است .  اثرات بنزودیازپین ها را با مهار رقابتی در سایت تشخیص بنزودیازپین (BZ) در مجموعه گیرنده های GABA / بنزودیازپین معکوس می کند. عوارض زیادی وجود دارد که باید هنگام استفاده از فلومازنیل مورد توجه قرار گیرند.  این موارد شامل کاهش آستانه تشنج ، تحریک  پذیری و اضطراب است. به دلیل نیمه عمر کوتاه فلومازنیل ،به دوزهای متعدد نیاز دارد. به دلیل خطرات احتمالی علائم ترک و نیمه عمر کوتاه دارو ، بیماران باید با دقت کنترل شوند تا از عود علائم مصرف بیش از حد یا عوارض جانبی جلوگیری شود.
از فلومازنیل نیز بعضاً برای جبران اثرات آرام بخشی بنزودیازپین ها بعد از جراحی استفاده می شود. که مانند کاربرد نالوکسان برای معکوس کردن اثر مواد افیونی و افیونی پس از جراحی است. تجویز دارو به دلیل عوارض جانبی احتمالی و خطرات جدی مرتبط با مصرف بیش از حد ، نیاز به نظارت دقیق توسط متخصص بیهوشی دارد. به همین ترتیب ، نظارت پس از جراحی نیز ضروری است.از فلومازنیل به طور موثر برای درمان اووردوز داروهای خواب آور غیر بنزودیازپینی ، مانند زولپیدم ، زالپلون و زوپیکلون (همچنین به عنوان "داروهای Z" نیز شناخته می شود) استفاده شده است.

## مکانیسم اثر
آنتاگونیست گیرنده‌های بنزودیازپینی بوده که با اثر بر روی گیرنده‌های نورونها اثرات خود را اعمال می‌کند.
فلومازنیل برای بیمارانی که پس از استفاده از بنزودیازپین ها بیش از حد خواب آلود می شوند، برای انجام اقدامات تشخیصی یا درمانی مفید است. 

## عوارض جانبی
شروع عمل سریع است و اثرات آن معمولاً طی یک تا دو دقیقه مشاهده می شود. اثر اوج در شش تا ده دقیقه مشاهده می شود. دوز توصیه شده برای بزرگسالان 200 میکروگرم هر 1-2 دقیقه تا زمان مشاهده اثر ، و حداکثر 3 میلی گرم در ساعت است.این دارو به عنوان محلول شفاف و بی رنگ برای تزریق وریدی ، حاوی 500 میکروگرم در 5 میلی لیتر در دسترس است.
تهوع، استفراغ، سردرد، سرگیجه، تشنج، بی نظمی ریتم قلب، لرزش دست و پا، خواب آلودگی، اختلال بینایی، خستگی، ضایعات پوستی.
از نظر کبدی به ترکیبات غیرفعالی که از طریق ادرار دفع می شوند متابولیزه می شود. افرادی که از نظر جسمی به بنزودیازپین ها وابسته هستند ، ممکن است با تجویز سریع فلومازنیل دچار علائم ترک بنزودیازپین ، از جمله تشنج شوند.